# Zygmunt Giercuszkiewicz
Zygmunt Seweryn Grzymała-Giercuszkiewicz (ur. 8 stycznia 1890 w Grybowie, zm. 17 lutego 1978 w Wandsworth) – major piechoty Wojska Polskiego.

## Życiorys
Urodził się 8 stycznia 1890 w Grybowie. Ukończył studia z tytułem inżyniera topografa.
Uczestniczył w I wojnie światowej. Po odzyskaniu przez Polskę niepodległości w 1918 został przyjęty do Wojska Polskiego. Brał udział w obronie Lwowa. W połowie listopada 1918 wraz z kompanią z Rzęsny Polskiej przyłączył się do walczących Polaków na odcinku „Podzamcze” pod dowództwem kpt. Waleriana Sikorskiego (w jego grupie był m.in. Kazimierz Rychlewski). Został awansowany do stopnia kapitana piechoty ze starszeństwem z dniem 1 czerwca 1919. W 1923 był oficerem 39 pułku piechoty w Jarosławiu, a w 1924 1 pułku strzelców podhalańskich w Nowym Sączu. Został awansowany do stopnia majora piechoty ze starszeństwem z dniem 1 stycznia 1928. W 1928 był dowódcą I batalionu w 82 pułku piechoty w Brześciu. W 1932 był drugim po komendancie oficerem Komendy Miasta Brześć.
Podczas II wojny światowej był więziony w sowieckich łagrach. Po wojnie pozostał na emigracji w Wielkiej Brytanii. Zmarł 17 lutego 1978 w Wandsworth. Był żonaty z pochodzącą ze Lwowa Zofią (zm. 10 marca 1963 w Londynie), z którą miał dwie córki i dwóch synów.

## Ordery i odznaczenia
- Krzyż Niepodległości (9 listopada 1933)[13]
- Krzyż Walecznych
- Srebrny Krzyż Zasługi (28 lutego 1925)[14]